# Parafia św. Stanisława Biskupa Męczennika w Serokomli
Parafia Świętego Stanisława w Serokomli – parafia rzymskokatolicka w Serokomli.
Parafia erygowana w 1326. Obecny kościół parafialny murowany, wybudowany w latach 1930–1940 w stylu eklektycznym. W 1947 świątynia została konsekrowana przez bpa Ignacego Świrskiego.
Od listopada 2022 funkcję proboszcza parafii pełni ks. Paweł Florowski.
Terytorium parafii obejmuje Serokomlę, Bielany Duże, Bronisławów Mały, Bronisławów Duży, Czarną, Hordzież, Józefów Duży, Leonardów, Pieńki, Poznań, Nowa Rudę, Rudę, Wolę Bukowską oraz Wólkę.